# Flórida Norte
A Flórida Norte ou o Norte da Flórida, é uma região do estado da Flórida no sul dos EUA, compreendendo a parte mais ao norte do estado. É uma das três regiões "direcionais" mais comuns da Flórida, juntamente com o sul da Flórida e o centro da Flórida. Inclui Jacksonville e localidades próximas no nordeste da Flórida, uma região interior conhecida como North Central Florida e Florida Panhandle.

## Geografia

### Área
Como em muitas regiões vernaculares, o norte da Flórida não possui limites ou status oficialmente designados e é definido de maneira diferente em diferentes fontes. Um estudo de 2007 das regiões da Flórida pelos geográfos Ary Lamme e Raymond K. Oldakowski descobriu que os floridianos pesquisados identificaram o "norte da Flórida" como compreendendo as áreas mais setentrionais do estado, incluindo a península e o Panhandle da Flórida . Além disso, duas regiões "direcionais" localizadas surgiram: Nordeste da Flórida, também conhecida como "Primeira Costa", representando a área em torno de Jacksonville, na costa atlântica, e Norte Central da Flórida, compreendendo a área central. O norte da Flórida é uma das três regiões direcionais mais comuns da Flórida, junto com a Flórida Central e o sul da Flórida. A região inclui regiões vernaculares menores, principalmente ao longo da costa, incluindo a Costa Esmeralda e a Big Bend na Costa do Golfo e a Primeira Costa e a área de Halifax no Atlântico. Lamme e Oldakowski observam que a região direcional é mais comumente usada nas áreas interiores do que na costa.
A Enterprise Florida,a agência de desenvolvimento econômica do estado, divide o estado em três regiões econômicas, usadas dentro da agência e em outras entidades estaduais e externas, incluindo o Departamento de Transportes da Flórida . Eles identificam três regiões dentro da área identificada como "Norte da Flórida" pela Enterprise Florida: Nordeste da Flórida, Norte da Flórida Central e Noroeste da Flórida (representando a maior parte do Panhandle).

### Regiões
As seguintes regiões estão total ou parcialmente no norte da Flórida :
Regiões direcionais:
- Nordeste da Flórida
- Centro-Norte da Flórida
- Noroeste da Flórida

Regiões vernaculas:
- Big Bend (Florida) [en]
- Emerald Coast [en]
- First Coast [en]
- Panhandle da Flórida
- Forgotten Coast [en]
- Halifax area [en]
- Nature Coast [en]

### Clima
| Temperaturas médias Altas e Baixas para várias cidades da Flórida Norte |          |          |           |           |           |           |           |           |           |           |           |          |
| Cidade                                                                  | Jan      | Fev      | Mar       | Abr       | Mai       | Jun       | Jul       | Ago       | Set       | Out       | Nov       | Dez      |
| Jacksonville                                                            | 18.3/5.5 | 18.8/7.2 | 22.7/10.0 | 26.1/12.7 | 30.0/17.2 | 32.2/21.1 | 33.3/22.7 | 32.7/22.7 | 30.5/20.5 | 26.6/16.1 | 23.3/7.2  | 19.4/6.6 |
| Pensacola                                                               | 16.1/6.1 | 17.7/7.7 | 21.1/10.5 | 24.4/14.4 | 28.8/18.8 | 31.6/22.2 | 32.2/23.3 | 32.2/23.3 | 30.5/21.1 | 26.6/15.5 | 21.1/10.0 | 17.2/7.2 |
| Tallahassee                                                             | 17.7/3.8 | 20.0/4.4 | 22.2/8.3  | 26.6/11.1 | 30.5/16.6 | 32.7/21.1 | 33.3/22.2 | 33.3/22.2 | 31.6/20.0 | 27.7/13.8 | 22.7/8.8  | 18.8/5.0 |

## Dados demográficos
Jacksonville é a maior área metropolitana do norte da Flórida. As suas cidades incluem Saint Augustine, Orange Park e Fernandina Beach, essa área às vezes é chamada de Primeira Costa. Outras áreas metropolitanas incluem Pensacola-Ferry Pass-Brent, Tallahassee, Ocala, Gainesville, Crestview-Fort Walton Beach-Destin, Cidade do Panamá-Lynn Haven e Palm Coast. Cidades importantes consideradas áreas metropolitanas incluem Lake City e Palatka.

### Maiores cidades por população
| Cidade       | População de 2010 | 2000 população | município |
| ------------ | ----------------- | -------------- | --------- |
| Jacksonville | 821.784           | 735.617        | Duval     |
| Tallahassee  | 181.376           | 150.624        | Leon      |
| Gainesville  | 124.354           | 95.447         | Alachua   |
| Palm Coast   | 75.180            | 32.732         | Flagler   |
| Ocala        | 56.315            | 45.943         | Marion    |
| Pensacola    | 51.923            | 56.255         | Escambia  |

## Cultura

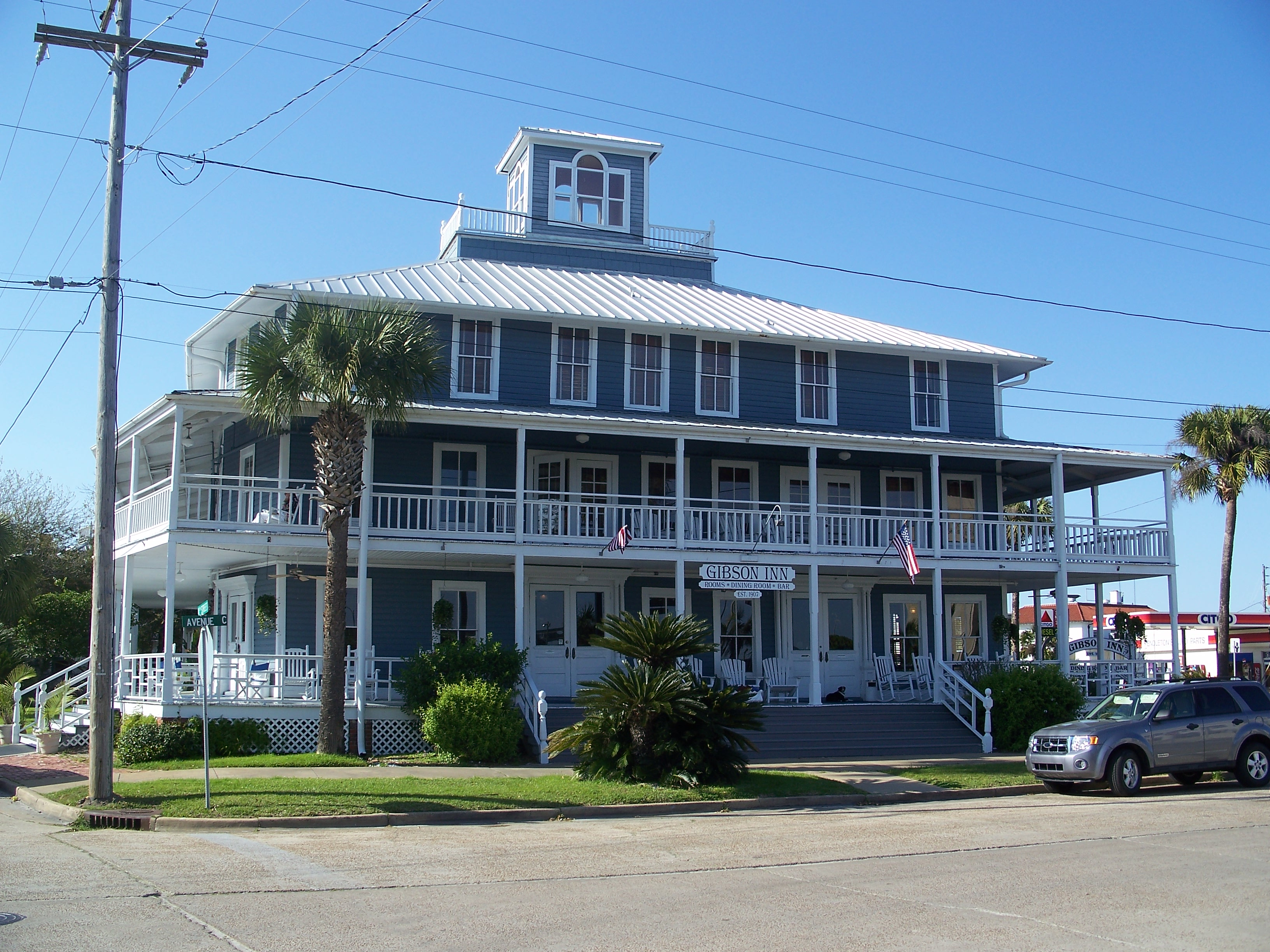
Gibson Inn histórico, Apalachicola, Florida, construído em 1907

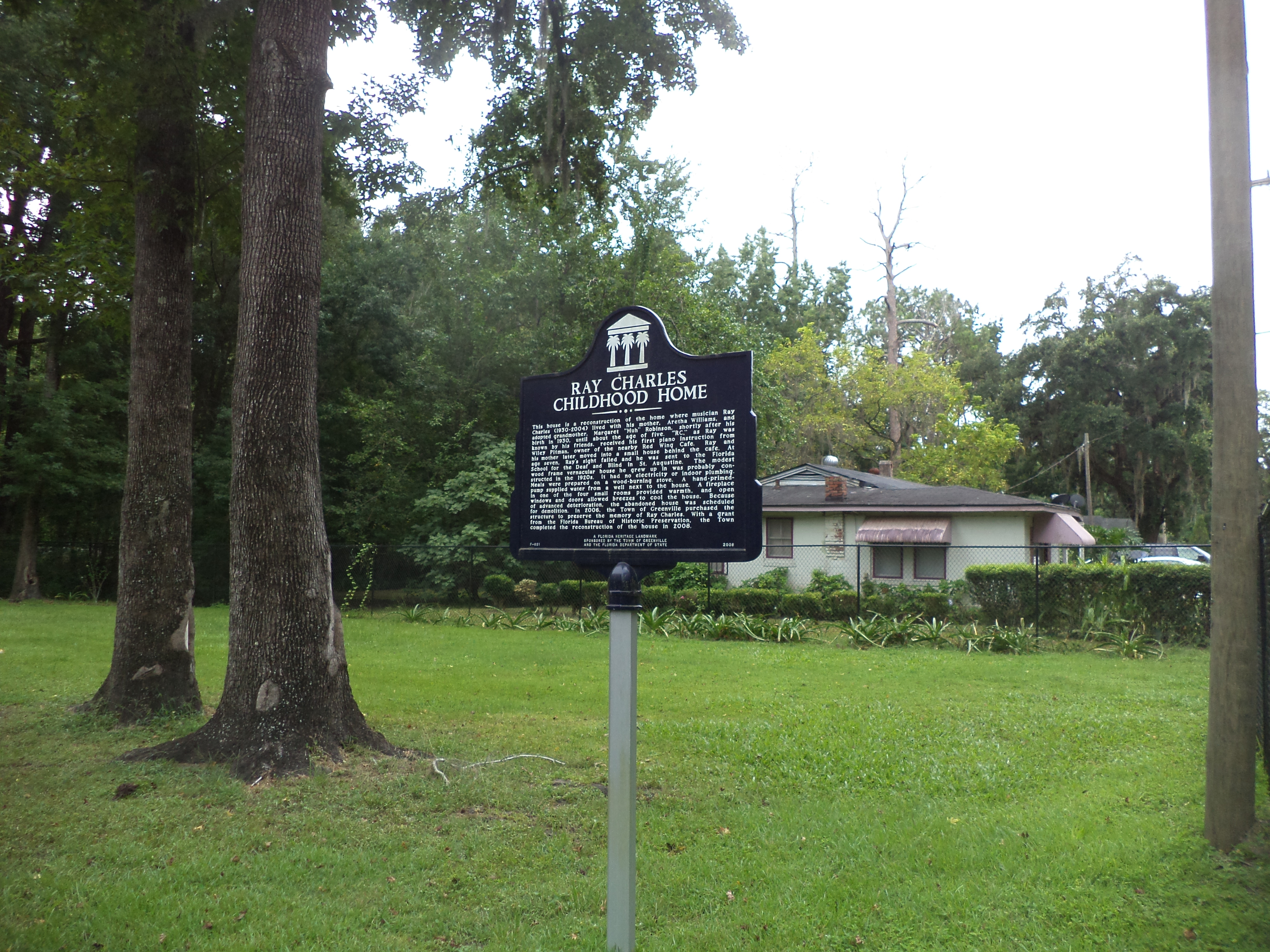
Localizado no norte da Flórida, está Ray Charles, cantor e compositor americano, músico e lar de infância de compositores, Greenville, Madison County, Flórida

A pesquisa de Lamme e Oldakowski identifica vários elementos demográficos, políticos e culturais que caracterizam o norte da Flórida e o distinguem de outras áreas do estado. Os floridianos do norte consideravam a sua área parte do sul e " Dixie "; enquanto os floridianos de todas as partes do estado consideravam a sua área parte do sul, as pessoas nas áreas mais ao sul geralmente não se identificavam com Dixie. Além disso, os residentes de algumas partes do norte da Flórida consideravam a sua área no Cinturão da Bíblia, enquanto os residentes de outras partes do estado não. Uma expressão popular de pessoas nesta região do estado diz "Na Flórida, quanto mais ao norte você for, mais ao sul você está".
Politicamente, em contraste com a região central da Flórida, onde a maioria considerava a sua parte do estado moderada, e o sul da Flórida, que era mais liberal, os residentes do norte da Flórida predominantemente (76%) consideravam a sua parte conservadora; 16% consideraram moderado e 8% consideraram liberal. As descobertas de Lamme e Oldakowski acompanham os estudos de Barney Warf e Cynthia Waddell sobre a geografia política da Flórida durante as eleições presidenciais de 2000.
A pesquisa de Lamme e Oldakowski também encontrou alguns indicadores culturais que caracterizam o norte da Flórida. Em geral, o norte da Flórida era semelhante ao da Flórida Central e diferia do sul da Flórida nessas medidas. No norte e no centro da Flórida, a culinária americana era a comida mais popular, em contraste com o sul da Flórida, onde os alimentos étnicos eram igualmente populares. Além disso, embora houvesse pouca variação geográfica para a maioria dos estilos de música, houve variação regional para a música country e latina. O país era popular no norte e no centro da Flórida, e menos no sul da Flórida, enquanto o latim era menos popular no norte e no centro da Flórida, e mais no sul da Flórida.

## Economia

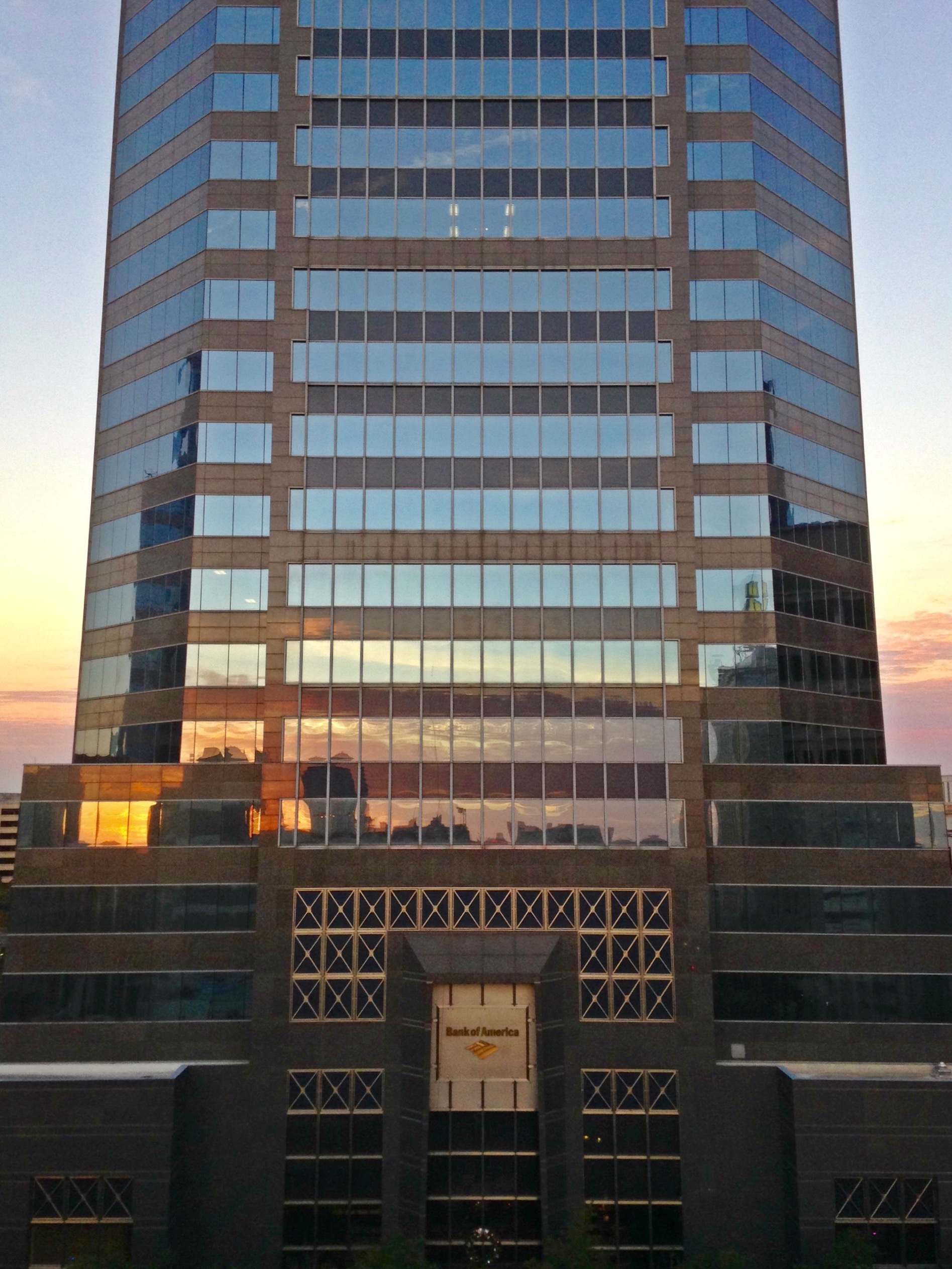
Bank of America Tower localizado na Laura Street, no distrito financeiro de Jacksonville

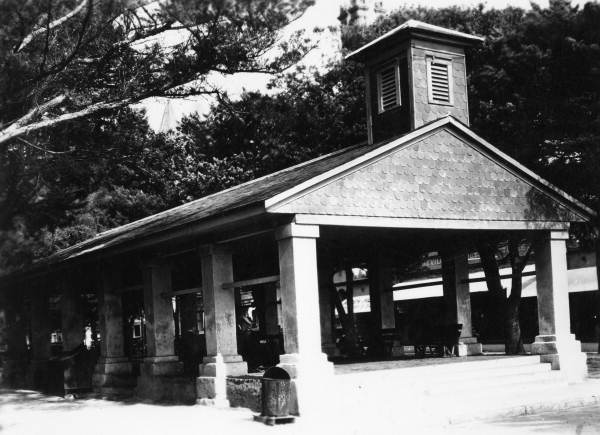
Old Slave Market, Santo Agostinho, Flórida

Lamme e Oldakowski observaram que a economia do norte da Flórida era muito mais diversificada do que a região central e sul da Flórida, onde o turismo era de longe a indústria mais significativa. Embora o turismo tenha sido um fator significativo na economia do norte da Flórida, particularmente nas áreas de Emerald Coast e Daytona, outras indústrias importantes incluem agricultura nas áreas rurais, educação em Tallahassee e Gainesville e atividades militares e financeiras em Jacksonville.
As principais bases militares da região incluem a Estação Naval de Pensacola, a Estação Naval de Jacksonville, Camp Blanding, Estação Naval de Mayport, Centro de Treinamento Técnico Naval de Corry Station, Atividade de Apoio Naval na Cidade do Panamá, Cidade do Panamá, Comando da Ilha Blount, Base da Força Aérea de Eglin e Campo de Hurlburt.
As principais atrações incluem o Big Kahuna's, Marineland da Flórida, Capitólio Estadual da Flórida, World Golf Village, Historic Pensacola Village e locais históricos em Saint Augustine. O norte da Flórida também possui uma grande variedade de atrações naturais, incluindo o Ravine Gardens State Park, o Big Lagoon State Park, a Floresta Nacional de Ocala, a Floresta Nacional de Osceola e a Reserva Ecológica e Histórica de Timucuan. O norte da Flórida também possui três grandes zoológicos, o zoológico e jardins de Jacksonville, o parque zoológico St. Augustine Alligator Farm e o zoológico Gulf Breeze.

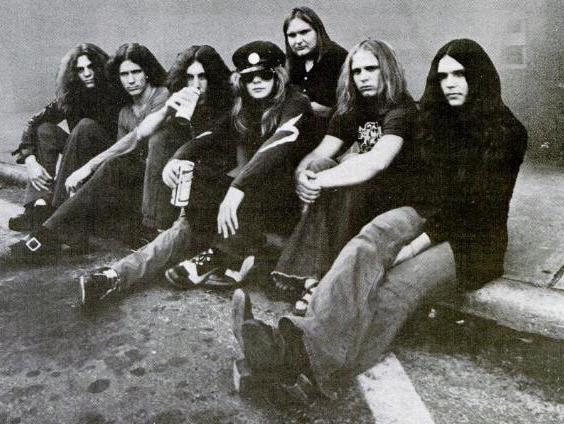
O norte da Flórida foi o berço da banda de rock Sulista Lynyrd Skynyard. Introduzido no Hall da Fama do Rock and Roll em 13 de março de 2006, o vocalista da banda, Ronnie Van Zant nasceu e foi criado em Jacksonville, Flórida

Os principais centro comerciais e distritos comerciais incluem The Avenidas, Butler Plaza, Five Points, Gateway Town Center, Governor's Square, Jacksonville Landing, The Oaks Mall, Orange Park Mall, Paddock Mall, Pier Park, Regency Square, River City Marketplace, St. John John Town Centro e Plaza da Cidade Universitária.

### Principais distritos comerciais
A seguir, estão os principais distritos comerciais centrais:

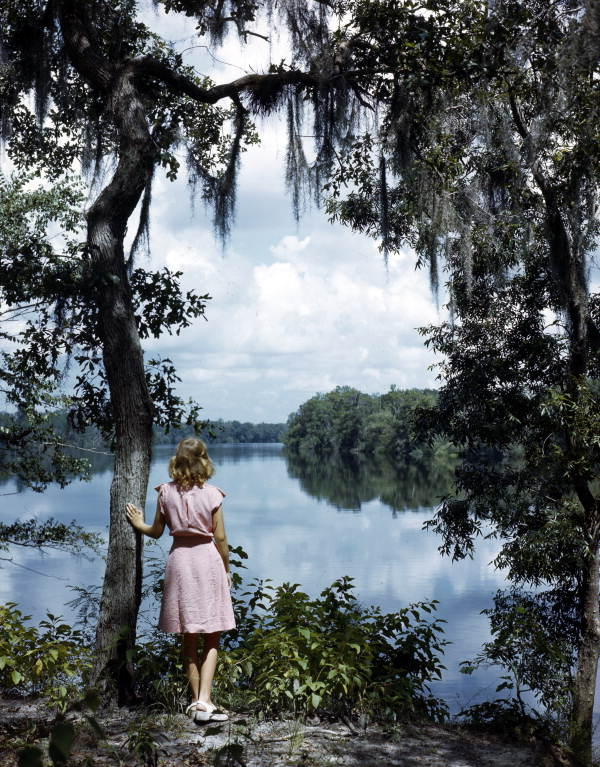
O rio Suwannee é um rio de águas negras que atravessa o norte da Flórida e tem cerca de 396 km de comprimento. O rio Suwannee é o local do estreito pré-histórico de Suwanee, que separava a Flórida peninsular do cabo

- Downtown Jacksonville
- Downtown Pensacola
- O rio Suwannee é um rio de águas negras que atravessa o norte da Flórida e tem cerca de 396 km de comprimento. O rio Suwannee é o local do estreito pré-histórico de Suwanee, que separava a Flórida peninsular do cabo Downtown Tallahassee

### Empresas notáveis

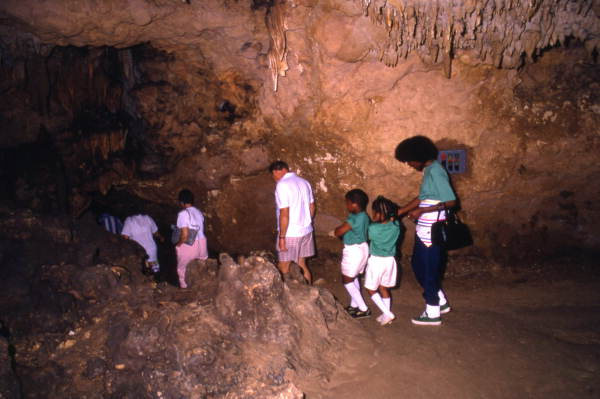
No norte da Flórida, fica o Florida Caverns State Park, Marianna, Flórida.

Milhares de empresas estão sediadas no norte da Flórida. Entre esses, os quatro seguintes estão na Fortune 1000:
- CSX Corporation
- Fidelity National Financial
- FIS
- Landstar System

## Parques e outras áreas protegidas

### Monumentos nacionais e outras áreas so proteção federal
As áreas sob proteção federal incluem o Monumento Nacional Castelo de San Marcos, o Monumento Nacional Fort Matanzas, o Memorial Nacional Fort Caroline, a Costa Nacional das Ilhas do Golfo e a Reserva Ecológica e Histórica de Timucuan. As florestas nacionais ocupam grandes seções do norte da Flórida, incluindo a Floresta Nacional Apalachicola, Floresta Nacional Choctawhatchee, Floresta Nacional Ocala e Floresta Nacional Osceola .

## Instituições educacionais

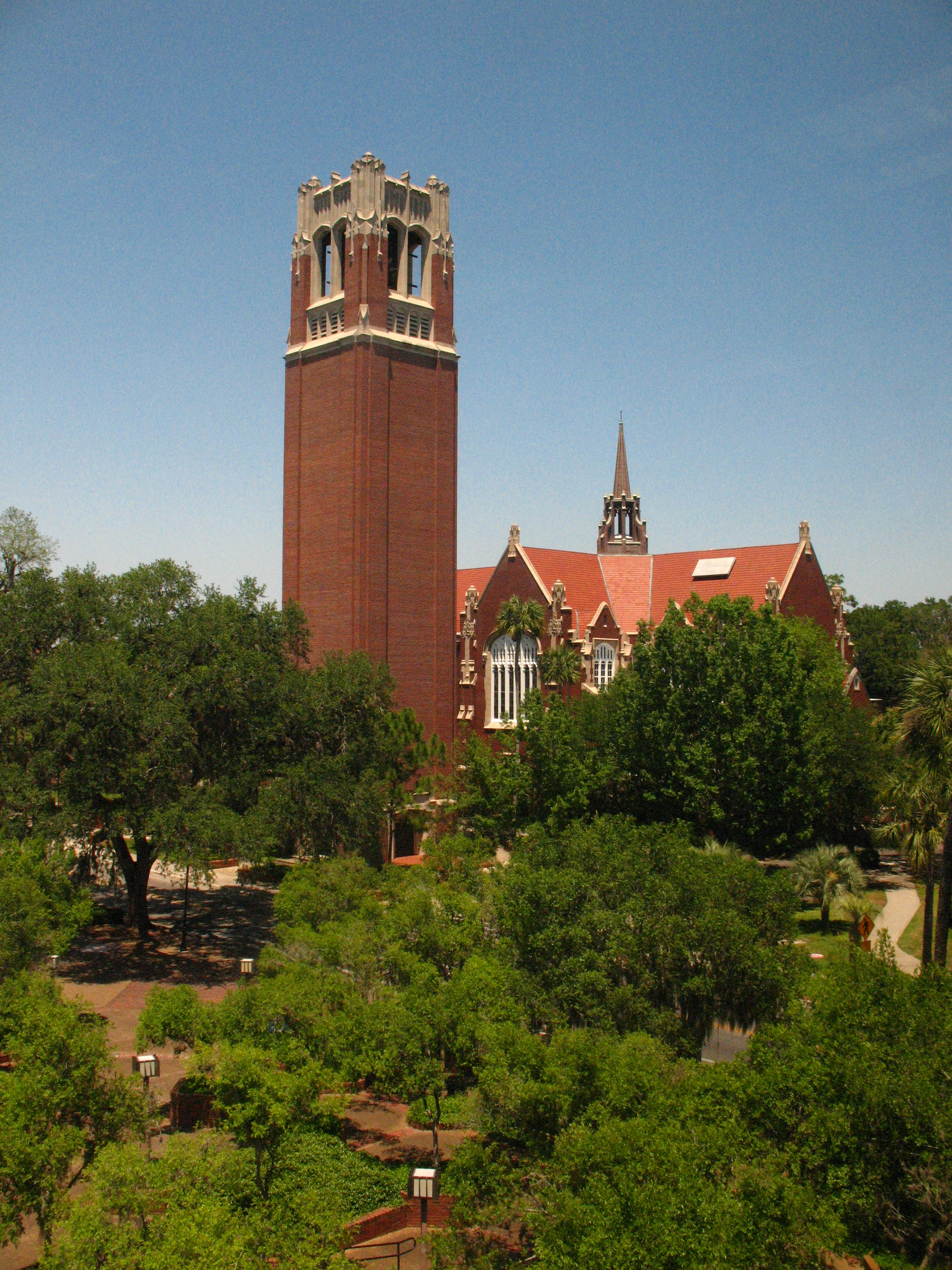
Century Tower na Universidade da Flórida em Gainesville

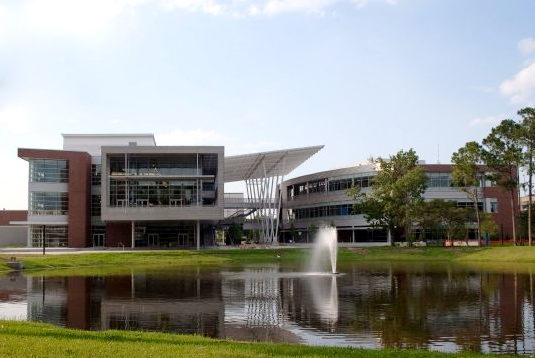
Student Union Building na Universidade do Norte da Flórida em Jacksonville

### Instituições públicas
Sistema Universitário Estadual
- Universidade Agrícola e Mecânica da Flórida ( Tallahassee )
- Universidade Estadual da Flórida ( Tallahassee )
- Universidade da Flórida ( Gainesville )
- Universidade do Norte da Flórida ( Jacksonville )
- Universidade do Oeste da Flórida ( Pensacola )

Sistema Estadual de Universidades
- Faculdade de Chipola ( Marianna )
- Faculdade da Flórida Central ( Ocala )
- Faculdade de Florida Gateway ( Lake City )
- Faculdade Estadual da Flórida em Jacksonville ( Jacksonville )
- Faculdade Estadual da Costa do Golfo ( Cidade do Panamá )
- Faculdade Comunitária do Norte da Flórida ( Madison )
- Northwest Florida State College ( Niceville )
- Faculdade Estadual de Pensacola ( Pensacola )
- Faculdade de Santa Fe ( Gainesville )
- Faculdade Estadual de St. Johns River ( Palatka )
- Faculdade da comunidade de Tallahassee ( Tallahassee )

### Instituições privadas
(Lista parcial)

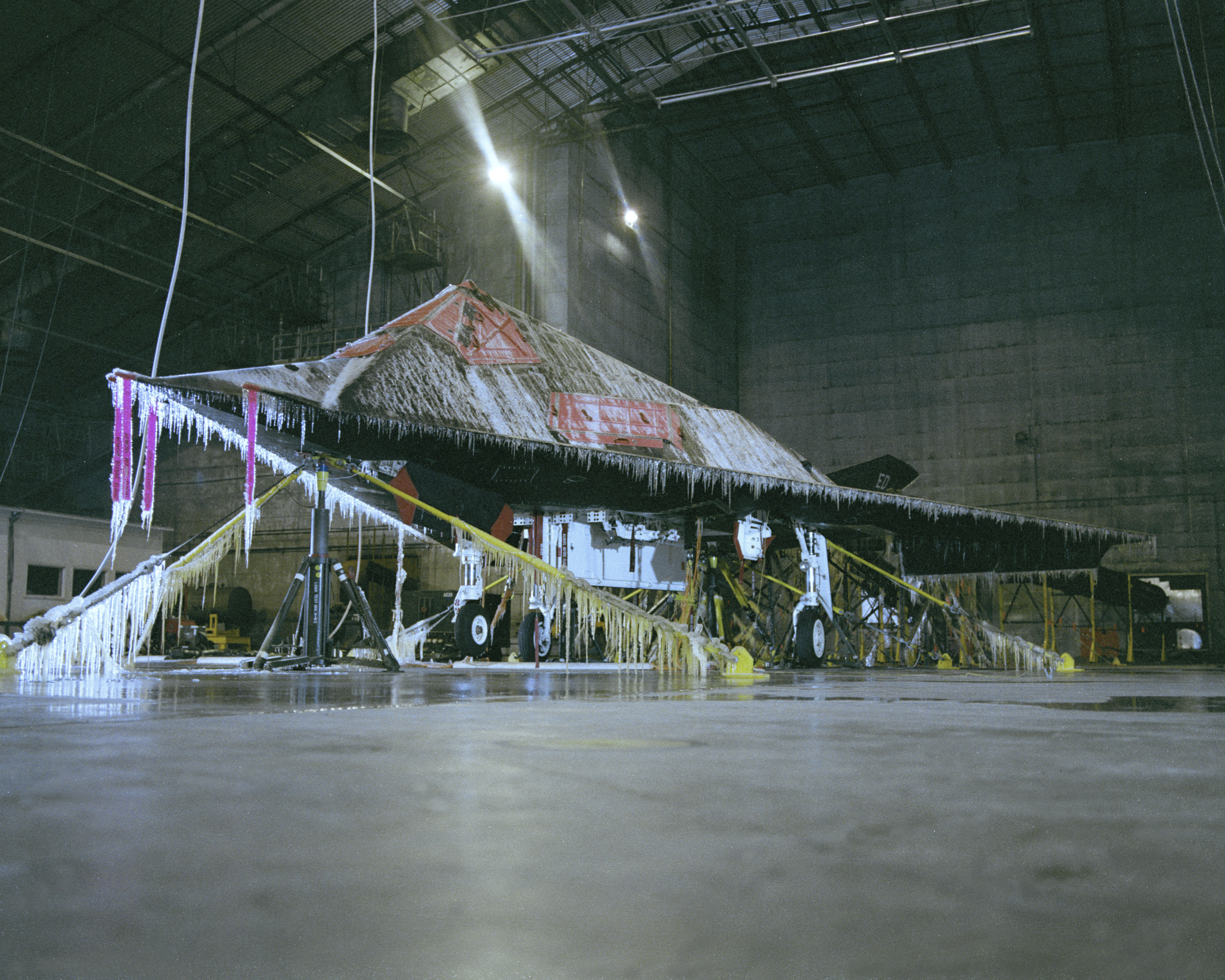
F-117 no gelo no Laboratório Climático de McKinley

- Faculdade Edward Waters ( Jacksonville )
- Faculdade de Flagler ( Santo Agostinho )
- Universidade de Jacksonville ( Jacksonville )
- Jones College ( Jacksonville )
- Faculdade de Medicina e Ciência da Clínica Mayo ( Jacksonville )

### Instituições de pesquisa
(Lista parcial)
- Instituto da Flórida para Cognição Humana e de Máquinas
- Estação de pesquisa de madeiras altas e conservação da terra
- Laboratório Climático de McKinley

## Transportes

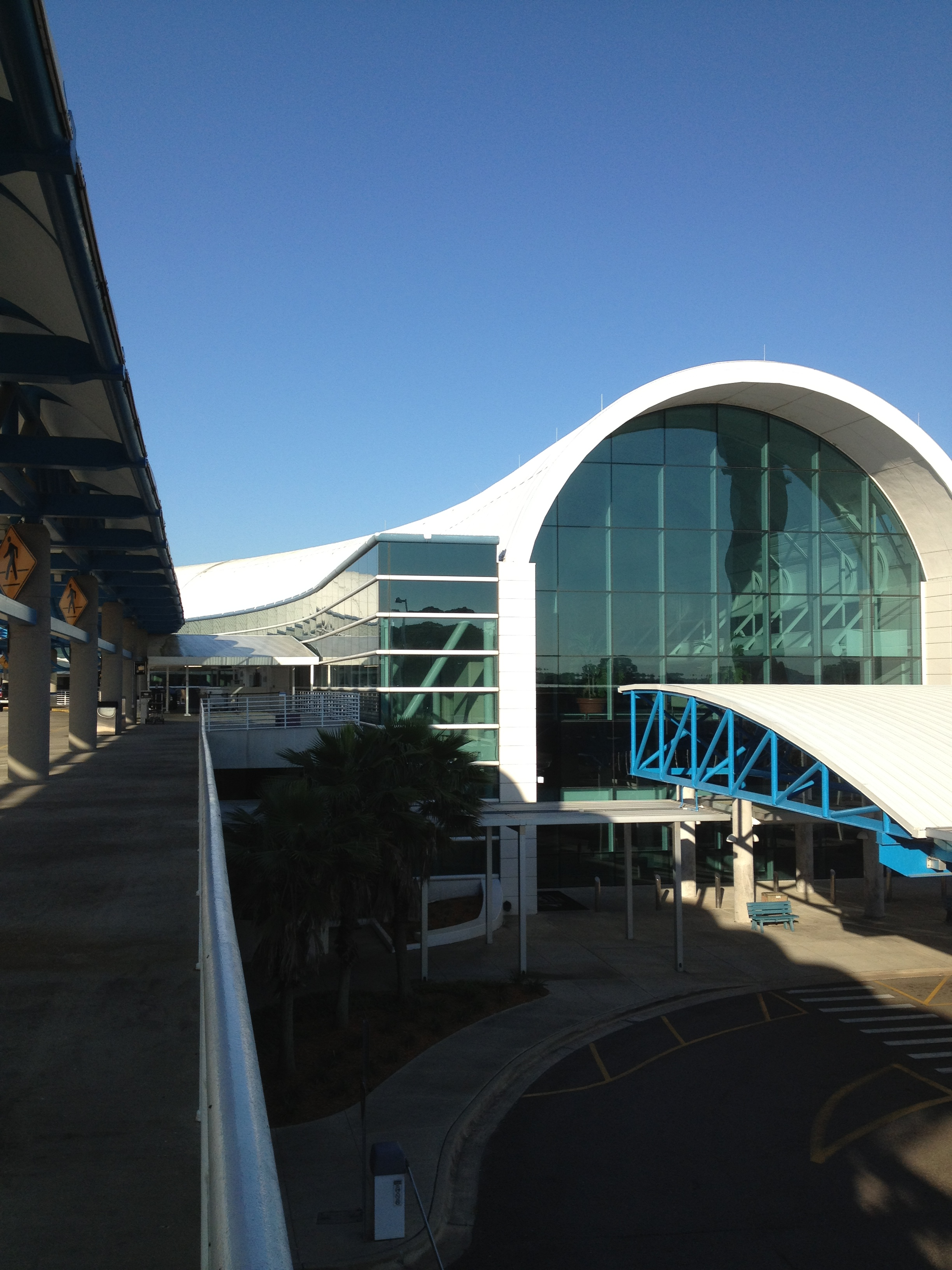
O Aeroporto Internacional de Jacksonville ou JAX é o maior e aeroporto no norte da Flórida

### Comboios

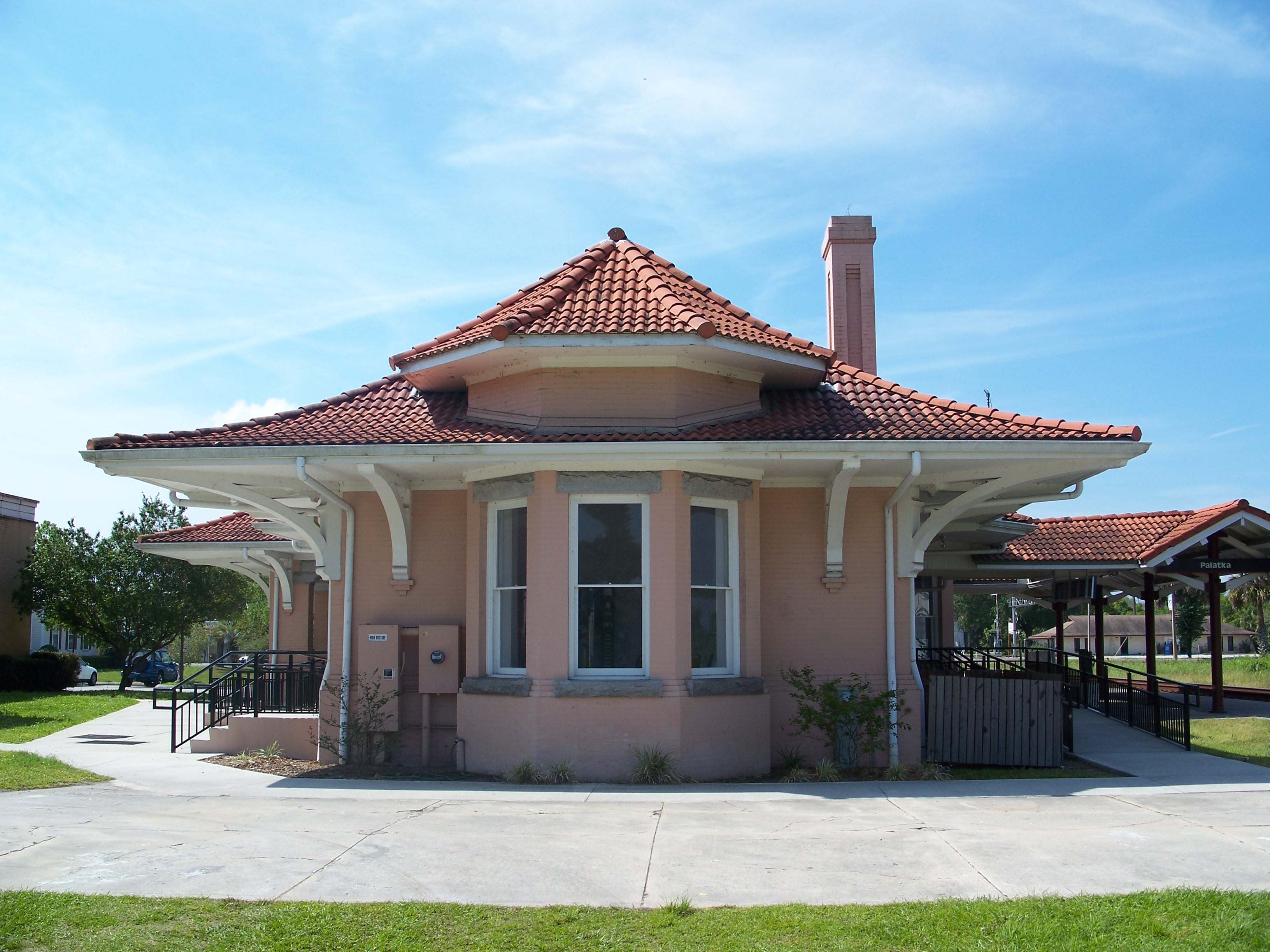
Amtrak station em Palatka, Florida

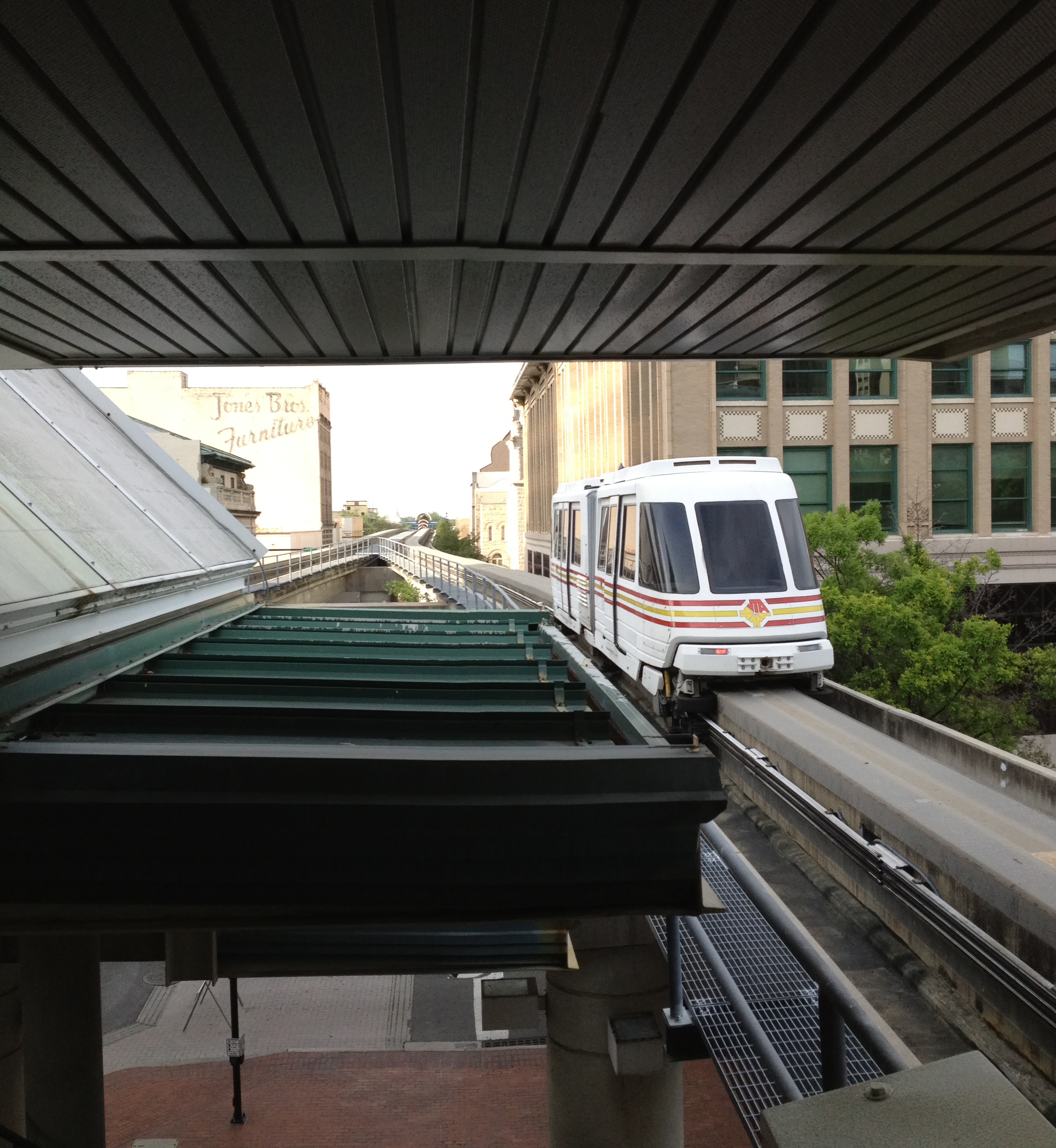
A Plaza Hemming no centro de Jacksonville

- Jacksonville Transportation Authority opera um sistema de monorail system conhecido como a Skyway
- Amtrak: Estação de Jacksonville e Palatka Union Depot são atualmente as únicas estações intercidades no norte da Flórida

### Organizações de Transporte de passageiros
- Escambia County Area Transit
- Gainesville Regional Transit System
- Jacksonville Transportation Authority
- Northeast Florida Regional Transportation Commission
- Okaloosa County Transit
- The Ride Solution
- StarMetro

### Ferries

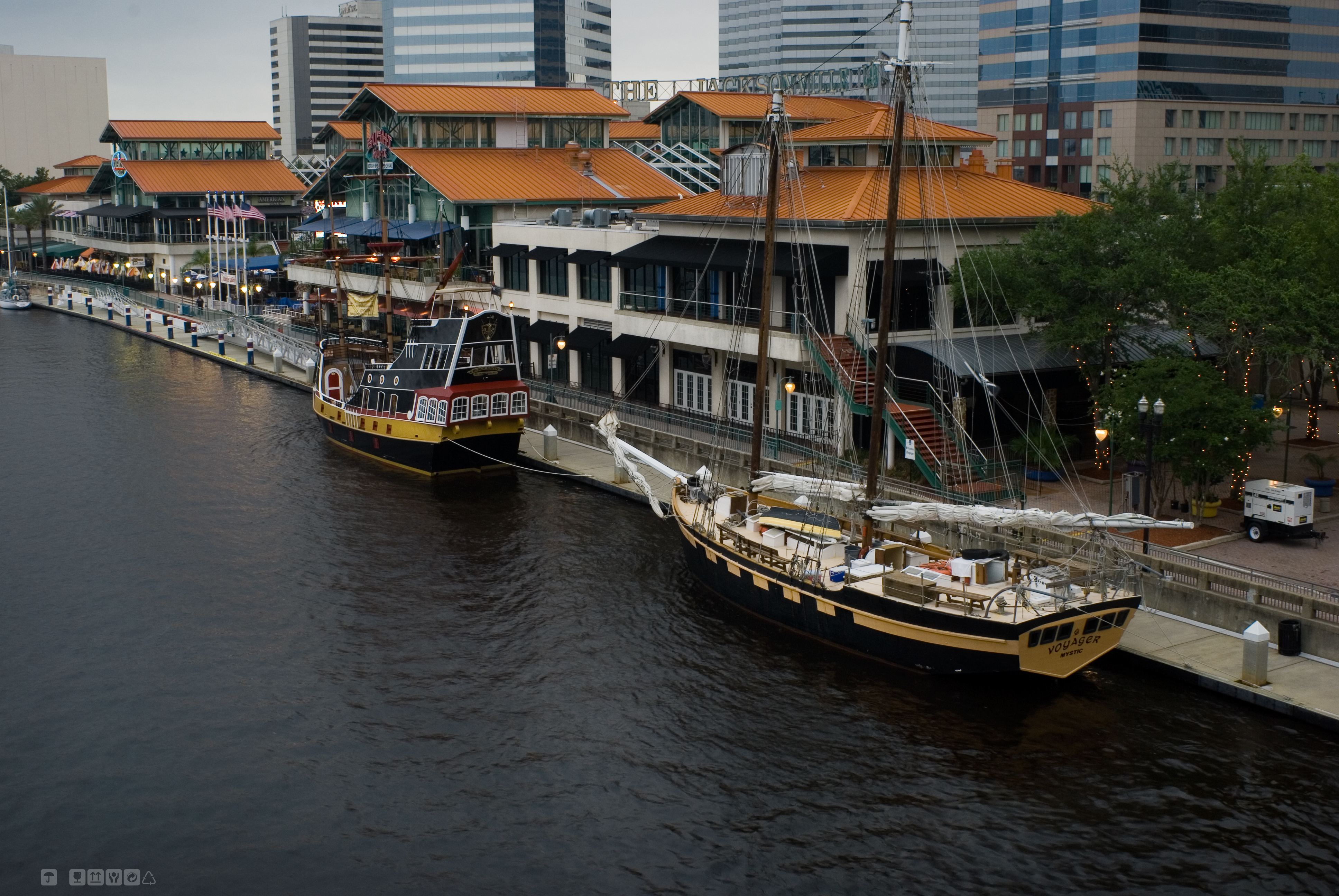
The Jacksonville Landing is one of several stops served by the Jacksonville Water Taxi

- Drayton Island Ferry
- Fort Gates Ferry
- Jacksonville Water Taxi
- Mayport Ferry

### Estradas
Interestaduais:
- Interstate 10
- Interstate 110
- Interstate 75
- Interstate 95
- Interstate 295 (Jacksonville Beltway)

U.S. Routes:
- U.S. Route 1
- U.S. Route 17
- U.S. Route 19
- U.S. Route 23
- U.S. Route 27
- U.S. Route 29
- U.S. Route 41
- U.S. Route 90

- U.S. Route 98
- U.S. Route 129
- U.S. Route 221
- U.S. Route 231
- U.S. Route 301
- U.S. Route 319
- U.S. Route 331
- U.S. Route 441

| 1. 2. 3. 4. 5. 6. 7. 8. 9. 10. 11. - Lamme, Ary J.; Oldakowski, Raymond K. (novembro de 2007). «Spinning a new geography of vernacular regional identity: Florida in the twenty-first century». Southeastern Geographer. 47 (2): 320–340. doi:10.1353/sgo.2007.0029 - Warf, Barney; Waddell, Cynthia (janeiro de 2002). «Florida in the 2000 presidential election: historical precedents and contemporary landscapes». Political Geography. 21 (1): 85–90. doi:10.1016/S0962-6298(01)00063-4 - Anthony J. Catanese Center for Urban and Environmental Solutions at Florida Atlantic University (2006). «Charting the Course: Where is South Florida Heading?» (PDF). Florida Atlantic University. Consultado em 30 de março de 2012. Arquivado do original (PDF) em 16 de dezembro de 2011 |